# Paragaleodes melanopygus
Paragaleodes melanopygus är en spindeldjursart som beskrevs av J. Birula 1905. Paragaleodes melanopygus ingår i släktet Paragaleodes och familjen Galeodidae. Inga underarter finns listade i Catalogue of Life.